# Dynamine coeninus
Dynamine coeninus är en fjärilsart som beskrevs av Johannes Karl Max Röber 1915. Dynamine coeninus ingår i släktet Dynamine och familjen praktfjärilar. Inga underarter finns listade i Catalogue of Life.